# Trithemis donaldsoni
Trithemis donaldsoni е вид водно конче от семейство Libellulidae. Видът не е застрашен от изчезване.

## Разпространение
Разпространен е в Ангола, Ботсвана, Гвинея, Еритрея, Етиопия, Зимбабве, Кения, Кот д'Ивоар, Либерия, Мали, Мозамбик, Намибия, Нигерия, Руанда, Сомалия, Танзания, Уганда и Южна Африка.